# Melanetettix truncatus
Melanetettix truncatus är en insektsart som beskrevs av Knight och Fletcher 2007. Melanetettix truncatus ingår i släktet Melanetettix och familjen dvärgstritar. Inga underarter finns listade i Catalogue of Life.